# Colline française
Cette page contient des caractères spéciaux ou non latins. S’ils s’affichent mal (▯, ?, etc.), consultez la page d’aide Unicode.
La Colline française, prononcée /kɔ.lin fʁɑ̃.sɛz/, connue sous le nom de French Hill en anglais (en hébreu הגבעה הצרפתית, Ha-Givʿah ha-Zarfatit ; en arabe : التلة الفرنسية, at-tel al-faransiya), et sous le nom de Givʿat Schapīrā (en hébreu גִּבְעַת שַׁפִּירָא), est un quartier à prédominance juive situé dans la partie nord-est de la ville de Jérusalem. Il est officiellement créé en 1969 sur un territoire occupé pendant la guerre des Six jours de 1967. Le quartier est annexé au territoire d'Israël par l'entremise de la loi de Jérusalem, proclamée en 1980. La communauté internationale considère les colonies israéliennes à Jérusalem-Est, telle que la Colline française, illégales au regard du droit international, ce que le gouvernement israélien conteste.

## Étymologie
L'origine du nom de la Colline française serait dû au fait que la terre appartenait au monastère catholique de Sainte-Anne, dont les moines étaient principalement originaires de France. En 1926, le monastère fait don d'une parcelle de terrain pour construire un réservoir afin d'entreposer l'eau pompée de la source d'Ein Farah, afin d'approvisionner la ville de Jérusalem. Une cérémonie d'ouverture eut lieu le 15 juillet 1926 et l'emplacement est nommé dans les journaux comme « la colline française ».
Selon la légende locale, la colline aurait été nommée d'après un général britannique, John French, 1er comte d'Ypres qui aurait eu son quartier général sur ce territoire. Il y aurait eu erreur lors de la traduction en hébreu qui aurait nommé le lieu d'après le gentilé français. Cependant, cette version semble peu probable puisque le général French n'aurait jamais servi dans cette région. Ainsi, si le quartier avait été nommé en l'honneur du général, le nom en hébreu aurait plutôt été Giv'at French.